# Dichromia pullata
Dichromia pullata är en fjärilsart som beskrevs av Moore 1885. Dichromia pullata ingår i släktet Dichromia och familjen nattflyn. Inga underarter finns listade i Catalogue of Life.